# Ставропольское калмыцкое войско

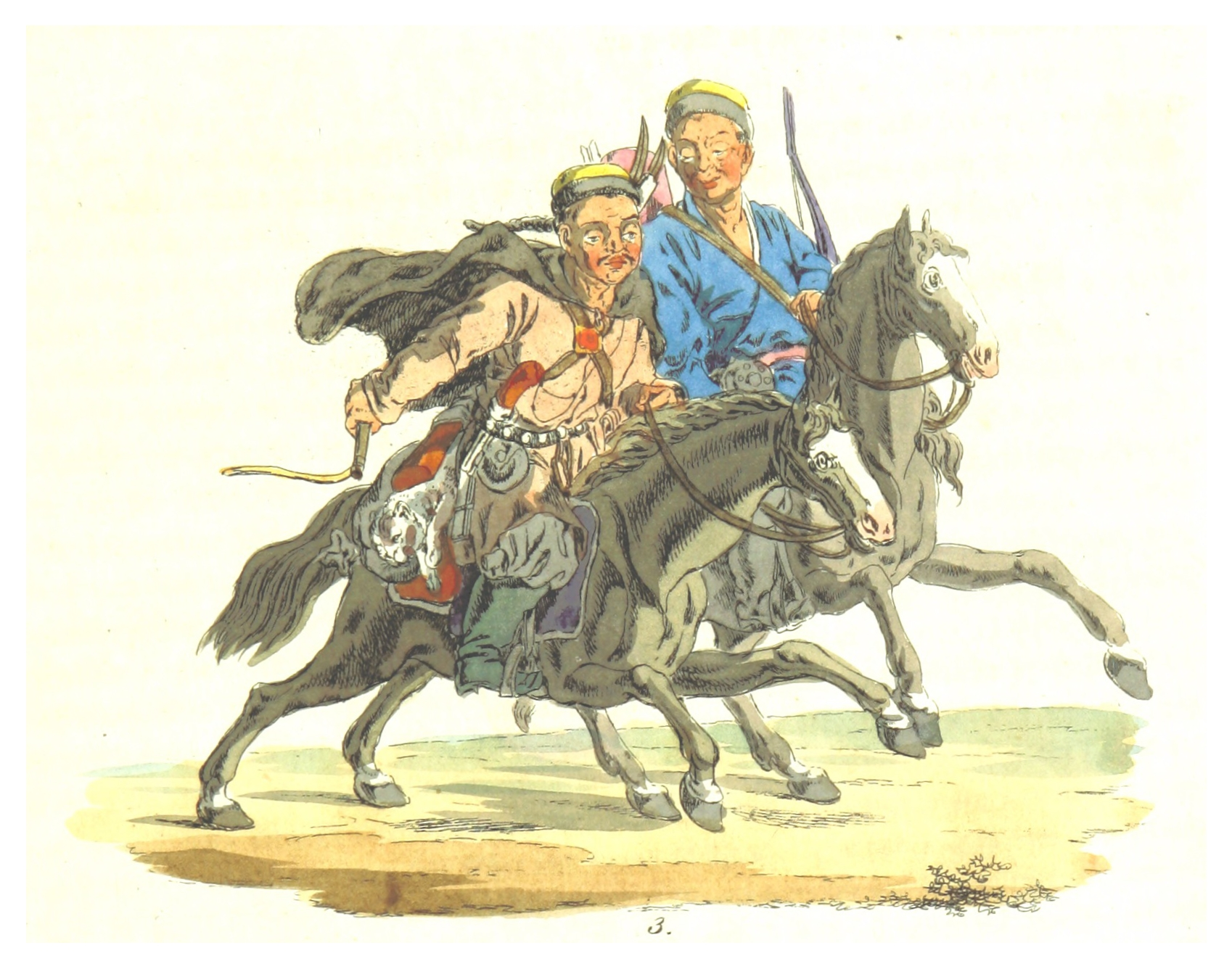
Калмыцкие всадники, 1809 год. «Описание и формирование самых удивительных русских народностей, сражающихся против Франции в нынешней войне ...» изображенных Ж. А. Бергком и К. Г. Х. Гайслером., текст Бергка, пластинки Гейслера, Британская библиотека

Ставропольское калмыцкое войско — военно-административная единица (казачье войско) Вооружённых сил, существовавшая в Российской империи, с 1739 года по 1842 год.               
В ряде источниках указывается как Калмыцкое войско. В 1842 году Ставропольское калмыцкое войско было присоединено к Оренбургскому казачьему войску.

## История
В 1722 году, Петр Алексеевич, в период время Персидского похода, отправил в калмыцкие улусы поручика Лейб-гвардии Преображенского полка Н. Н. Кудрявцев для «взятия калмыцкого войска и для других дел», выделив поручику 10 000 рублей на раздачу калмыкам и на покупку для войска лошадей.
Князь Пётр Тайшин, в 1736 году, просил иностранную коллегию о том, чтобы ему было вверено управление всеми крещёными калмыками, и его просьбу было решено уважить, но князь умер в том же году. 
В 1739 году для правительницы крещённых калмыков княгини Анны Тайшиной, близ Волги, в урочище Куней Волоши была выстроена крепость, называемая Ставрополь. Поселённые близ этой крепости крещёные калмыки составили Ставропольское калмыцкое войско, разделённое в 1745 году на пять рот.
В 1756 году войску назначили знамя (наряду с назначением в этом же году знамени Оренбургскому войску, но с видом Ставрополя и надписью Ставрополь) и пять сотенных значков. 
В 1760 году к войску были причислены выходцы из киргиз-кайсакского плена, джунгарские крещёные калмыки, образовавшие ещё три роты. 
Ставропольское калмыцкое войско участвовало в русско-шведской войне 1788—1790 годов.
10 апреля 1798 года, для контроля завоёванных земель Южного Урала, в котором часто происходили восстания (Восстание Пугачёва, Башкирские восстания и другие), население края было разделено на 24 кантона, во главе которых были поставлены кантонские начальники с их помощниками и писарями. Калмыцкое войско было преобразовано в один кантон, вошедший в общую систему управления командами оренбургских нерегулярных частей.
В 1803 году управление войском было преобразовано, и состав его был определен в один Ставропольский калмыцкий полк тысячного состава, состоявший на положении Оренбургского непременного полка. Он участвовал в войне 1807 года с французами.
Во время Отечественной войны 1812 года Ставропольский калмыцкий полк был в составе 2-й Западной армии. Он также участвовал в Заграничном походе 1813-14 годов.
В 1842 году Ставропольское калмыцкое войско было присоединено к Оренбургскому казачьему войску.

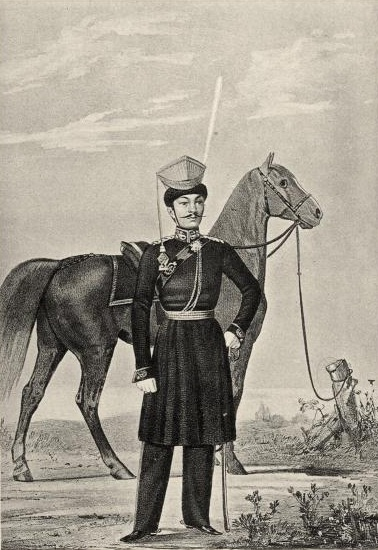
Офицер калмыцких полков, 1812— 1814 годы
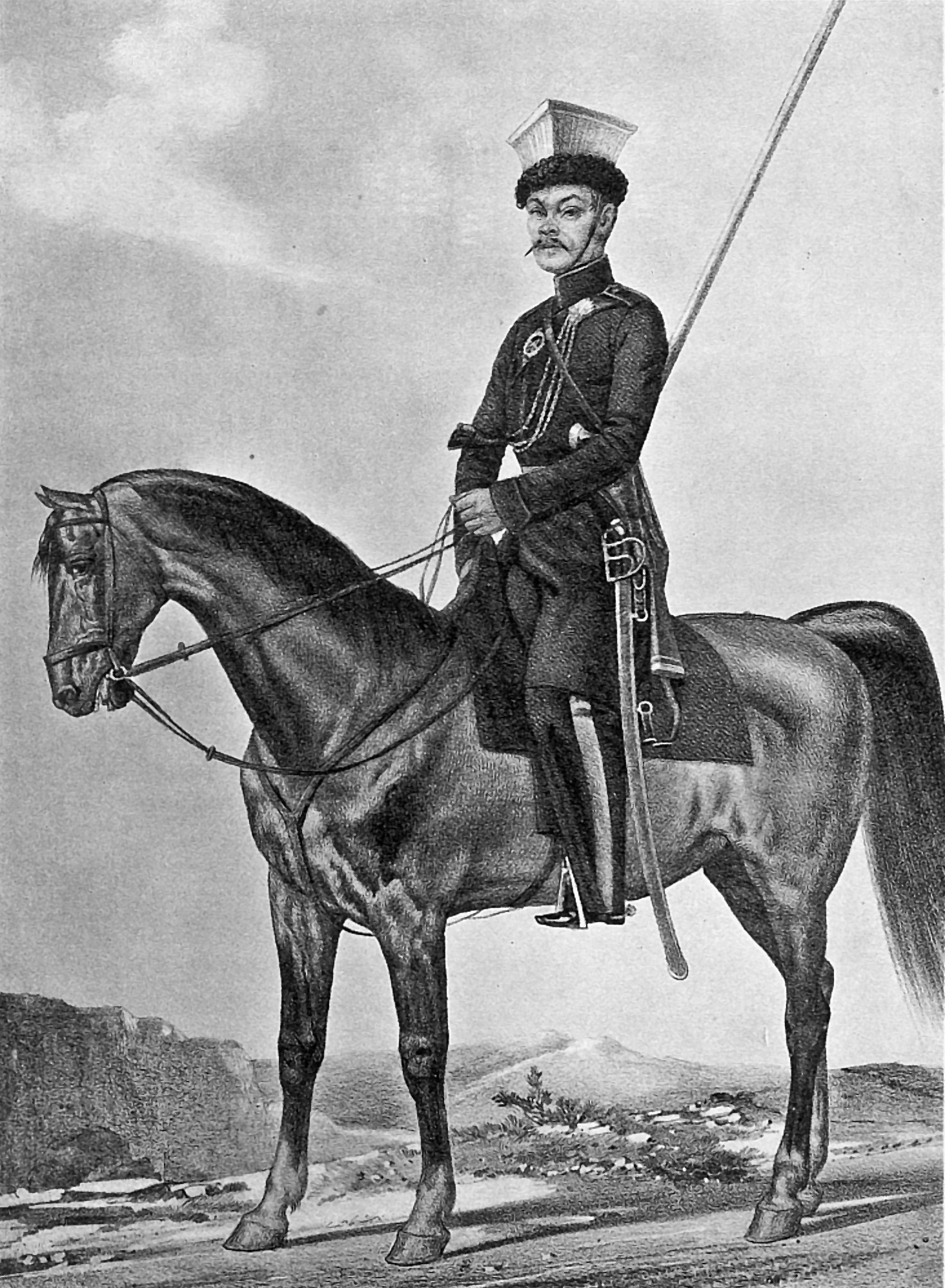
Рядовой калмыцких полков, 1812 — 1825 годов
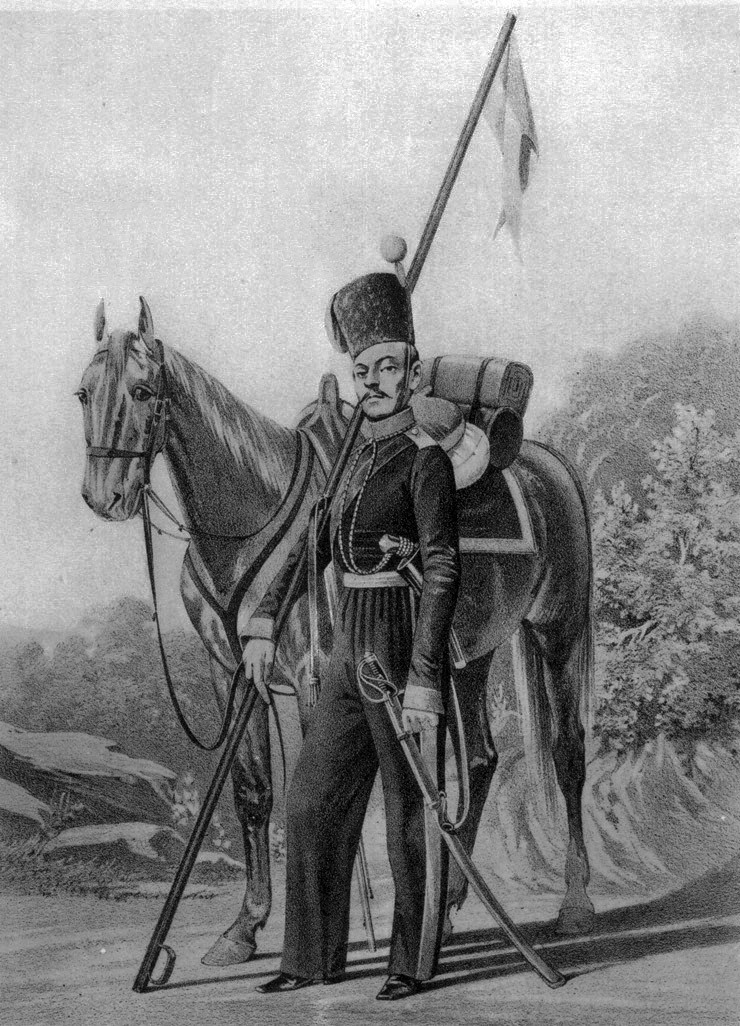
Казак Ставропольского Калмыцкого войска, 1829 — 1838 годы